# El lobo en el redil (Star Trek: La serie original)
"Wolf in the Fold", El lobo en el redil es el episodio número 14 de la segunda temporada de Star Trek: La serie original. Es el episodio número 43 en ser transmitido y el número 36 en ser producido, fue transmitido por primera vez el 22 de diciembre de 1967. Fue escrito por Robert Bloch y dirigido por Joseph Pevney.
Resumen: Una serie de extraños asesinatos ocurren y el principal sospechoso es el sr. Scott.

## Trama
En la fecha estelar 3614.9, la nave estelar USS Enterprise llega a Argellius II, un planeta con influencia cultural del Oriente Medio dedicado principalmente al hedonismo pacífico. El capitán de la nave James T. Kirk, el oficial médico jefe dr. Leonard McCoy y el ingeniero jefe Montgomery Scott, se transportan al planeta para disfrutar de un descanso.
Scotty es atraído por una bailarina llamada Kara y la invita a pasear por un callejón cubierto de niebla. Poco después Kara es acuchillada y asesinada, y Scotty, atontado, es encontrado sosteniendo el arma asesina. Las únicas huellas digitales encontradas en el cuchillo son las suyas, pero dice que no recuerda nada sobre el incidente. El dr. McCoy diagnostica que Scotty tiene una concusión, causada en el Enterprise por una tripulante. McCoy concluye que Scotty ha desarrollado un resentimiento hacia las mujeres, que podría manifestarse en un asesinato.
Hengist, el administrador jefe de Argellius II, solicita que Scotty sea encarcelado sugiriendo que si se deja libre podría asesinar nuevamente. El prefecto Jaris sugiere que Kirk debería buscar la ayuda de su esposa Sybo, quien es una empática argeliana. Kirk está de acuerdo, pero quiere que Scotty sea monitoreado por un tricorder y le ordena a la teniente Karen Tracy que se transporte y administre la prueba. El padre de Kara menciona a otro sospechoso: la antigua pareja de Kara llamado Morla, quien, a diferencia de la mayor parte de los argellianos, es extremadamente celoso y tenía peleas con Kara. Morla es traído para ser interrogado pero dice que no tener nada que ver con el asesinato, ya que dejó el café donde ella estaba bailando para poder mantener su compostura.
La teniente Tracy comienza a realizar la prueba en Scotty. Repentinamente, grita y los otros llegan para también encontrarla asesinada acuchillada y Scotty nuevamente en shock. Hengis dice que Scotty debe ser el asesino, ya que en la habitación no había nadie más excepto los que se encontraban en la habitación de al lado preparando la sesión con Sybo.
Jaris y su esposa Sybo insisten en continuar y Sybo cae en un profundo trance. Ella siente una gran maldad y grita varios nombres: "Beratis", "Kesla", "Redjac" y todos los nombres de una antigua entidad con un intenso odio contra las mujeres. La habitación se oscurece, Sybo grita y cuando las luces vuelven Sybo está fatalmente herida con un cuchillo, yaciendo en los brazos de Scotty.
Kirk hace que todos sean transportados de regreso al Enterprise de tal forma que los ordenadores de la nave puedan analizar el testimonio del sr. Scott. El ordenador confirma que tanto Scotty como Morla no saben nada respecto a los asesinatos. Sin embargo, Scotty insiste que él sintió la presencia de una criatura fría y malvada durante la sesión realizada con Sybo.
El ordenador confirma que esa criatura podría existir, siendo incorpórea compuesta de impulsos electromagnéticos sin forma. El ordenador cita a las criaturas de Alpha Carina V quienes sobreviven con la emoción del amor. También sugiere que la criatura podría tomar una forma sólida a voluntad, tal como la criatura gaseosa de Alpha Madoris. Spock cree que este "Redjac" es una entidad que se alimenta del temor de sus víctimas.
Kirk decide comprobar los nombres dichos por Sybo a través del ordenador. La máquina logra identificar que Beratis (de Rigel IV) y Kesla (de Deneb II), son nombres relacionados con identidades de asesinos seriales no identificados en aquellos planetas. También identifica a Redjac como "Red Jack", el nombre de un elusivo asesino serial terrestre del siglo XIX más conocido como Jack el destripador.
El ordenador especula que este Redjac puede ser el responsable de otros asesinatos, tanto en la Tierra (siete mujeres en Shanghái, China, la Tierra, en 1932; cinco asesinatos similares en Kiev, URSS, la Tierra, en 1974) y otros planetas. También ocho asesinatos de mujeres en las colonias marcianas en 2105, y diez asesinatos de mujeres en Heliopolis, Alpha Eridani II en 2156. Spock nota que todos estos lugares quedan en una línea secuencial entre Argellius y la Tierra.
El ordenador agrega que los asesinatos de Beratis ocurrieron en Rigel IV hace menos de un año solar atrás, y que el cuchillo usado en los asesinatos coincide con los fabricados por los indígenas Rio Argus Hill People de la región del río Argus de Rigel IV. Esto convierte en sospechoso al Sr. Hengist, quien proviene de Rigel IV. El Sr. Hengist se pone muy nervioso y niega la evidencia que lo incrimina. Huye de la habitación, pero el capitán Kirk lo somete. El Dr. McCoy descubre que el hombre está muerto, declarando esto: "Él está muerto, Jim".
Repentinamente, el ordenador de la nave se vuelve loco y la distorsionada risa de Hengist se escucha a través de toda la nave. Este los amenaza diciendo que nunca lo atraparán y que los matará a todos. Spock cree que el ente llamado Redjac ha tomado el control de la nave usando el ordenador y que se volverá más poderoso al alimentarse del creciente miedo de la tripulación.
El dr. McCoy inyecta un tranquilizante a todos en la nave y Spock neutraliza el control de la entidad sobre el ordenador de la nave al ordenarle calcular el último dígito del valor de π. A medida que el temor disminuye, Redjac se debilita y debe retornar al cuerpo de Hengist. Kirk lo lleva rápidamente a teletransportarlo, con el teletransportador configurado a máxima dispersión a las profundidades del espacio.

## Remasterización del aniversario de los 40 años
Este episodio fue remasterizado en el año 2006 y fue exhibido el 10 de marzo de 2007 como parte de la remasterización del aniversario de los 40 años de Star Trek: la serie original. Fue precedido dos semanas antes por El síndrome del paraíso y seguido tres semanas más tarde por La telaraña tholiana. Además del audio y video remasterizado, y todas las animaciones de la USS Enterprise realizadas por CGI que es el estándar de todas las revisiones, los cambios específicos para este episodio son:
- Argellius II recibió una apariencia más real. No hubo más cambios para el resto del episodio.

## Relatos como secuelas (Non-Canon)
Dos aventuras diferentes se hicieron para libros de cómics.
- La primera fue una aventura publicada en 1985. Esta aventura fue ambientada entre la tercera y cuarta película de Star Trek. La tripulación del Enterprise, ahora a bordo de la USS Excelsior (NCC-2000), enfrenta a Redjac por segunda vez. La criatura se sale de su patrón y toma un huésped femenino, la teniente Nancy Bryce (un personaje creado para este libro de cómic), para realizar sus asesinatos. Se encuentra una forma de liberar a la teniente Bryce y destruir a la entidad de una vez por todas.

- La segunda aventura de cómic de Star Trek: La nueva generación. Este relato asume que historia del primer cómic nunca ocurrió. En esta versión la tripulación de la Enterprise-D enfrentan a Redjac. Habiendo provocado una guerra planetaria, Redjac se transfiere a la computadora del Enterprise y recrea un Londres ambientado en los años 1880 en la holocubierta, secuestrando a varios tripulantes como víctimas. Data, en su personificación de Sherlock Holmes, rescata a algunos de los tripulantes antes de enfrentar a Redjac cara a cara. Redjac es engañado a enfrentar a Worf en combate personal, lo que le hace concentrar toda su energía en un solo lugar, permitiendo a la tripulación transportarlo a un contenedor de almacenamiento y atraparlo en una distante luna.

## Información de contexto
- Este episodio deriva de un relato corto del guionista Bloch, titulado "Yours Truly, Jack the Ripper" (en castellano: Atentamente, Jack el destripador), publicado en el año 1943 en la revista Weird Tales (en castellano: Cuentos Asombrosos). En el relato, dos hombres discuten una historia de un asesino serial, y especulan que el destripador pudo haber sido un practicante de las artes ocultas y que los asesinatos eran sacrificios para mantenerlo eternamente joven.

- Aproximadamente al mismo tiempo de que Bloch está escribiendo este episodio, Harlan Ellison le solicitó escribir una secuela de la clase de "Yours Truly, Jack the Ripper", extendiendo la vida del destripador hacia el futuro. El relato "Un juguete para Juliette" fue publicado el año 1967 en la antología Visiones Peligrosas. Ellison escribió una continuación del relato de Bloch para la misma antología llamado "El merodeador de la ciudad al límite del tiempo".

- La descripción de la entidad presenta un notable parecido al Horla del relato corto de horror "Le Horla" escrito por Guy de Maupassant. El relato había sido adaptado de la película Diario de un Enajenado unos pocos años antes de que este episodio de Star Trek fuera producido.